# Île Jupiter
Ne doit pas être confondu avec Récif Jupiter ou Jupiter Island.
L'île Jupiter est une île des États-Unis située en Floride, dans l'océan Atlantique. Il s'agit d'une île barrière qui sépare la lagune Indian River de l'océan. Elle compte plusieurs aires protégées et de nombreuses stations balnéaires et de villégiature en raison des plages sur le littoral atlantique.